# ジョン・モール (政治家)
ジョン・モール（英語: John Maule、1706年 – 1781年7月2日）は、グレートブリテン王国の政治家、裁判官。ホイッグ党に所属し、1739年から1748年まで庶民院議員を、1748年から1781年までスコットランド財務府裁判所判事を務めた。異母兄に初代パンミュア伯爵ウィリアム・モールがいる。

## 生涯
ハリー・モール閣下と2人目の妻アンナ（Anna、旧姓リンジー＝クロフォード（Lindsay-Crawford）、1729年8月12日没、パトリック・リンジー＝クロフォードの娘、初代ガーノック子爵ジョン・リンジー＝クロフォードの姉妹）の息子として、1706年に生まれた。1725年6月29日、上級弁護士の資格を取得した。
1730年代後期より初代アイラ伯爵アーチボルド・キャンベルの秘書を務め、異母兄ウィリアムの支持もあって1739年6月にアバディーン・バラ選挙区の補欠選挙で当選した。以降1741年イギリス総選挙と1747年イギリス総選挙で再選した。
議会ではオールド・ホイッグの1人として、常に政府を支持したが、ジャコバイトの家系出身だったため1745年ジャコバイト蜂起ではジャコバイト支持の疑いをかけられた。ホレス・ウォルポールによると、エディンバラの軽罪判事がモールの家宅捜索を行って武器（arms）を探そうとしたとき、モールのメイドが鍵をかけられたとある部屋を「アームズに満ちている」（full of arms）として、入ることを禁じようとした。判事たちは武器が見つかったと考え、鍵を壊して部屋に入ると、コート・オブ・アームズ（紋章）のコレクションが見つかったという。
1748年8月にスコットランド財務府裁判所判事に任命されたため議員を退任、以降1781年に死去するまで判事を務めた。
1781年7月2日、生涯未婚のまま死去した。